# Фило, Дэвид
Дэвид Роберт Фило (англ. David Robert Filo; род. 20 апреля 1966) — американский бизнесмен и сооснователь Yahoo! с Джерри Янгом. 

## Биография
Фило родился в Висконсине.  В шесть лет он переехал в Мосс-Блафф, пригород Лейк-Чарльза, штат Луизиана. Окончил среднюю школу Сэма Хьюстона, а затем получил степень бакалавра по вычислительной технике в Университете Тулэйн (благодаря стипендии Дина) и степень магистра в Стэнфордском университете.
В феврале 1994 года он вместе с Джерри Янгом создал интернет-сайт под названием «Руководство Джерри и Дэвида в World Wide Web», состоящий из каталога других сайтов. Позже сайт был переименован в "Yahoo!". Yahoo! быстро стал очень популярным, что побудило Фило и Янга создать компанию Yahoo! Inc .
Изначально Yahoo! был веб-порталом с веб-каталогом, предоставляющим широкий спектр продуктов и услуг.  В настоящее время он является одним из ведущих интернет-брендов и, благодаря партнерству с телекоммуникационными компаниями, является одним из самых посещаемых веб-сайтов в Интернете.

## Личная жизнь
В 2005 году пожертвовал 30 миллионов долларов своей альма-матер, инженерному факультету  университета Тулейна.
Женат на фотографе и учителе Анжеле Буеннинг.
В декабре 2014 года Forbes оценил состояние Фило в 3,8 миллиарда долларов, что позволило ему занять 580-е место в мире.  По состоянию на 2017 год он занимает 564-е место.